# Vittorio Codovilla
Pour les articles homonymes, voir Medina.
Vittorio Codovilla, connu également sous le pseudonyme de Medina, né en 1894, mort en avril 1970, est un communiste argentin d'origine italienne. En 1921, il est élu membre du Bureau politique du Parti communiste argentin et le demeure jusqu'à sa mort en 1970. En 1941, il était devenu Secrétaire général du Parti communiste argentin, puis Président en 1963.

## Biographie
Vittorio Codovilla nait en Italie et 1894. En 1911, il adhère au Parti socialiste italien. Bientôt, il émigre en Argentine et, en 1920, adhère au Parti communiste argentin. L'année suivante il en devient membre du Comité central et du Bureau politique. En 1924, il représente le Parti argentin à l'Exécutif de l'Internationale communiste (IC) de Moscou, inaugurant ainsi une carrière dans le Komintern. Il travaille au Secours rouge et est membre suppléant du comité exécutif de l'IC. Codovilla est chargé, en 1928, de superviser les travaux du VIIIe Congrès du Parti communiste d'Argentine et est élu, lors du VIe Congrès mondial, à la Commission centrale de contrôle international. L'année suivante, il participe, à Buenos Aires, à la première conférence des Partis communistes latinos-américains. Véritable émissaire du Komintern, il apparaît surtout en Amérique latine et en Espagne, où il est chargé de missions outre-Pyrénées. Durant cette période, il effectue des séjours en France et est en relation avec des dirigeants du PCF.

### Conseiller du Komintern en Espagne
Codovilla est envoyé à Madrid pour conseiller le Parti communiste espagnol (PCE) au nom du Komintern. Sous le pseudonyme de Luis Medina, il présente un document au quatrième congrès du PCE en mars 1932, proclamant que la nouvelle Seconde République était soutenue par le monarchisme de droite et les « social-fascistes » (comme les membres du Parti socialiste ouvrier espagnol) sur la gauche. Il prédit que l'administration du président Manuel Azaña deviendrait rapidement une « dictature fasciste claire et nette » et souligne la nécessité pour les communistes espagnols de créer des comités révolutionnaires et d'établir des soviets afin d'endiguer la contre-révolution. Il contrôle alors le PCE à Madrid « d'une main de fer ».
Avec le déclenchement de la guerre civile espagnole en 1936, Codovilla reste à Madrid pour conseiller le PCE, mais est considéré comme généralement moins efficace que son homologue barcelonais Ernő Gerő. Sa position est de plus éclipsée par l'arrivée de Boris Stepanov, un favori de Joseph Staline, en février 1937. À l'été 1937, les rapports à Moscou de son collègue conseiller du Komintern Palmiro Togliatti critiquent à la fois l'état de la direction du PCE et Codovilla. En septembre, Codovilla est rappelé à Moscou et remplacé par Togliatti.

### Secrétaire général et président du Parti communiste argentin
En 1941, il regagne l'Argentine et devient Secrétaire général du Parti communiste argentin, puis Président du Parti. Au nom de son Parti, il est présent aux XIXe, XXe et XXIIe Congrès du PC soviétique. En 1957, il intervient à la Conférence mondiale des Partis communistes.

## Source
- Philippe Robrieux, Histoire intérieure du parti communiste. Biographies, Chronologies, Bibliographies, Fayard, 1984.